# Miravânia
Miravânia är en kommun i Brasilien.   Den ligger i delstaten Minas Gerais, i den östra delen av landet, 400 km öster om huvudstaden Brasília. Antalet invånare är 4 561.
Omgivningarna runt Miravânia är huvudsakligen savann. Runt Miravânia är det glesbefolkat, med 15 invånare per kvadratkilometer.